# Calcio (elemento chimico)
Il calcio è l'elemento chimico con simbolo Ca.

## Storia
Il termine "calcio" fu coniato nel 1808 dal chimico inglese Sir Humphry Davy, che per primo riuscì ad isolarlo dopo aver distillato il mercurio da un amalgama ottenuta mediante elettrolisi di una miscela di calce e ossido mercurico. Deriva dal latino calx (genitivo calcis), che significa "pietra calcarea" + il suffisso per gli elementi metallici -ium.
La calce era utilizzata dai Romani nella malta per costruzioni nel I secolo. Tuttavia, scavi effettuati in un sito nell'Anatolia Orientale hanno identificato l'uso della calce come materiale da costruzione già tra il 7000 e il 14.000 a.C.
L'uso degli isotopi di calcio per gli studi metabolici negli esseri umani iniziò nel 1953, quando Bellin e Laszlo pubblicarono il loro lavoro sul metabolismo e la rimozione del radioisotopo 45Ca. Altri studi che impiegavano radioisotopi di calcio furono eseguiti fino alla fine degli anni '90, ma solo con adulti sani o soggetti in condizioni di carenza minerale.

## Chimica nucleare
| Numero atomico         | 20     |
| Massa atomica relativa | 40,078 |

### Isotopi
Dell'elemento calcio si conoscono almeno 26 isotopi, con numeri di massa che vanno da A = 34 ad A = 60. Tra questi, gli isotopi naturali sono sei: 40Ca, 42Ca, 43Ca, 44Ca, 46Ca e 48Ca. I restanti sono tutti radioattivi.
Diversamente dagli altri isotopi cosmogenici prodotti nell'alta atmosfera, il 41Ca è prodotto per attivazione neutronica del 40Ca. La maggior parte della produzione di 41Ca avviene nel primo metro di spessore del suolo, dove il flusso di neutroni cosmici è ancora abbastanza intenso.

#### Isotopi naturali
Gli isotopi stabili del calcio iniziano da un nucleo (40Ca) avente un numero di protoni (Z = 20, magico) pari a quello dei neutroni (N = 20, magico) e finiscono ad un nucleo (48Ca) con un numero di protoni (Z = 20, magico) e numero di neutroni (N = 28, magico), quest'ultimo però con un eccesso di 8 neutroni rispetto ai protoni. Quindi, il primo nuclide naturale e l'ultimo giovano del fattore di stabilità della propria configurazione nucleare dovuto alla presenza di gusci chiusi di nucleoni (closed shells).

##### 40Ca e48Ca
Il 40Ca e il 48Ca sono dei nuclidi molto stabili energeticamente, con elevate energie di legame per nucleone: 8,5513046 MeV per 40Ca e 8,6666916 MeV per 48Ca.
Il nuclide 40Ca è apparentemente del tutto stabile rispetto a decadimenti ma, dato che la sua massa è maggiore di quella dell'isobaro 40Ar, si ipotizza che possa decadere in esso attraverso una doppia cattura elettronica, con Q = 193,5 keV e un'emivita stimata in 9,9×1021 anni, che tuttavia è un valore di centinaia di miliardi di volte l'età stimata dell'Universo, per cui la sua radioattività sarebbe all'atto pratico del tutto inavvertibile.
Il nuclide 48Ca, nonostante abbia un nucleo più fortemente legato di quello del 40Ca (come visto sopra), va soggetto a decadimenti per il fatto che esistono due nuclei isobari di massa minore verso cui trasformarsi liberando energia: il 48Sc e il 48Ti. Il 48Ca (spin 0) mostra perciò due possibili canali di decadimento:
1. β− a dare scandio-48 (spin 6; Q = 281,97 keV), che poi decade a sua volta dando titanio-48, stabile;
2. doppio decadimento beta (2β−) a dare direttamente titanio-48 (spin 0), stabile (Q = 4,274 MeV).

L'emivita del processo complessivo è stimata in 1,9×1019 anni o 6,4×1019 anni.
Sebbene il 48Ca abbia ben 8 neutroni in eccesso, il suo decadimento β− risulta fortemente impedito da regole di selezione (grande divario di momento angolare, da spin 0 a spin 6) e l'unico canale radioattivo rimane in pratica il doppio decadimento beta.
Inoltre, a quanto si sa, il 48Ca è il primo nuclide ad esibire sperimentalmente questo tipo di decadimento.
| Isotopo | Spin | Decadimento             | T1/2         | Q                     | Abbondanza relativa |
| ------- | ---- | ----------------------- | ------------ | --------------------- | ------------------- |
| 34Ca    | 0    | 2p                      | 35 ns        | 775 keV               |                     |
| 35Ca    | 1/2  | β+p (95.7%) β+2p (4.2%) | 25,7 ms      | - -                   |                     |
| 36Ca    | 0    | β+p (56.8%) β+ (43%)    | 102 ms       | - 9,9646 MeV          |                     |
| 37Ca    | 3/2  | β+p (82.1%) β+ (17.9%)  | 181,1 ms     | - -                   |                     |
| 38Ca    | 0    | β+                      | 440 ms       | 5,719 MeV             |                     |
| 39Ca    | 3/2  | β+                      | 859,6 ms     | 5,5014 MeV            |                     |
| 40Ca    | 0    | 2β+                     | 3×1021 y     | -1850,78 keV          | 96,941              |
| 41Ca    | 7/2- | ε                       | 102.105,5 y  | 421,315 keV           |                     |
| 42Ca    | 0    | stabile                 | stabile      | stabile               | 0,641               |
| 43Ca    | 7/2  | stabile                 | stabile      | stabile               | 0,135               |
| 44Ca    | 0    | stabile                 | stabile      | stabile               | 2,086               |
| 45Ca    | 7/2- | β−                      | 162,61 d     | 255,842 keV           |                     |
| 46Ca    | 0    | 2β-                     | 2,8 × 1015 y | 988,35 keV            | 0,004               |
| 47Ca    | 7/2- | β−                      | 4,536 d      | 1,992 MeV             |                     |
| 48Ca    | 0    | 2β- β-                  | 1,9 × 1019 y | 4,2736 MeV 281,97 keV | 0,187               |
| 49Ca    | 3/2- | β−                      | 8,718 min    | 5,263 MeV             |                     |
| 50Ca    | 0    | β−                      | 13,9 s       | 4,966 MeV             |                     |
| 51Ca    | 3/2  | β- (100%) β-n (?)       | 10s          | 7,3549 MeV 602,3 keV  |                     |
| 52Ca    | 0    | β- (98%) β-n (2%)       | 4,6 s        | 7,847 MeV 2,638 MeV   |                     |
| 53Ca    | ?    | β- (70%) β-n (30%)      | 90 ms        | 9,725 MeV 4,387 MeV   |                     |
| 54Ca    | 0    | β- β-n                  | 300 ns       | 10,326 MeV 5,659 MeV  |                     |
| 55Ca    | 5/2  | β−                      | 30 ms        | 11,46 MeV             |                     |
| 56Ca    | 0    | β−                      | 10 ms        | 11,83 MeV             |                     |
| 57Ca    | 5/2  | β- β-n                  | 5 ms         | 13,57 MeV 10,08 MeV   |                     |
| 58Ca    |      |                         |              |                       |                     |
| 59Ca    |      |                         |              |                       |                     |
| 60Ca    |      |                         |              |                       |                     |

## Abbondanza e disponibilità
Il calcio è il quinto elemento più abbondante e il terzo metallo più abbondante nella crosta terrestre (costituendo quasi il 4%) e si classifica settimo in termini di contenuto nell'acqua di mare. Il calcio è presente nel mare con una concentrazione di 10⁻² M, rispetto al magnesio che ha una concentrazione di 5 × 10⁻² M, mentre nelle acque dolci, come il magnesio, raggiunge spesso una concentrazione di 10⁻³ M.
| Sistema solare   | 6,11 x 10-2 |
| Sole             | 6,4 x 10−2  |
| Crosta terrestre | 4,15 x 10−2 |
| Acqua di mare    | 4,12 x 10−4 |

Si trova in diversi minerali (1396 minerali conosciuti) come:
- la lewisite (antimoniato di calcio);
- la colemanite e la pandermite (borati di calcio);
- l’ankerite, l’aragonite, la calcite, il gesso, la dolomite e le stromatoliti (carbonati di calcio);
- l’antracite (cloruro di calcio);
- la powellite (molibdato di calcio);
- la whewellite (ossalato di calcio);
- l’autunite (fosfato di calcio);
- l’anortite, l’apofillite, la cabasite, la datolite, l’epidoto, l’eudialite, il feldspato, la gyrolite, l’orneblenda, la margarite, la melilite, il monticellite, la nefrite, la pectolite, la fillipsite, la piedmontite, la prehnite, la scapolite, la scawtite, la scolecite, la taumassite, la titanite, la vesuvianite, la wollastonite e la zeolite (silicati di calcio);
- la glauberite, il gesso e la polialite (solfati di calcio);
- la perovskite (titanato di calcio);
- la scheelite (tungstato di calcio).

La concentrazione dello ione calcio nelle acque dipende in maniera diretta dalla natura geologica dei terreni attraversati. Gli ioni calcio unitamente agli ioni magnesio concorrono alla definizione quantitativa della durezza delle acque. Secondo il decreto legislativo 8 ottobre 2011, n. 176, sulle etichette delle acque in bottiglia venga chiaramente indicato il contenuto di calcio qualora esso superi i 150 mg/l.
Le principali fonti alimentari di calcio sono il latte e i suoi derivati (yogurt, formaggio, gelato). Altre fonti includono sardine in scatola con la lisca, salmone e ostriche. Buona fonti vegetali di calcio sono il cavolo riccio, i fagioli, le verdure a foglia verde, i broccoli, il cavolo cinese e il cavolo verde.
La maggior parte dei cereali non contiene grandi quantità di calcio, a meno che non siano arricchiti. Tuttavia, contribuiscono all'assunzione di calcio, anche se in piccole quantità, perché vengono consumati frequentemente. Negli Stati Uniti, alimenti arricchiti di calcio includono molti succhi di frutta, bevande, tofu e cereali pronti per essere mangiati. Il citrato malato di calcio è una forma ben assorbita di calcio utilizzata in alcuni succhi arricchiti.
L'assorbimento del calcio varia a seconda del tipo di alimento. Nei prodotti lattiero-caseari e negli alimenti arricchiti, l'assorbimento del calcio è circa il 30%. Alcuni composti presenti nelle piante (es. acido ossalico e acido fitico) possono ridurre l'assorbimento del calcio formando sali non digeribili con esso. Di conseguenza, l'assorbimento del calcio dagli spinaci è solo del 5%, mentre è molto più alto, pari al 27%, nel latte.
Oltre agli spinaci, alimenti con alti livelli di acido ossalico includono cavoli verdi, patate dolci, rabarbaro e fagioli. La biodisponibilità del calcio in altre piante che non contengono questi composti è simile a quella del latte, anche se la quantità di calcio per porzione è molto inferiore. Quando si consumano molti tipi diversi di alimenti, queste interazioni probabilmente hanno poche o nessuna conseguenza nutrizionale. L'assorbimento netto del calcio alimentare è inoltre ridotto, in misura minore, dall'assunzione di caffeina e fosforo, e in misura maggiore da uno stato carente di vitamina D.
| Alimento                                          | Porzione    | mg/porzione |
| ------------------------------------------------- | ----------- | ----------- |
| Prodotti lattiero-caseari                         |             |             |
| Fiocchi di latte con l'1% di grassi               | 1 tazza     | 138         |
| Latte intero                                      | 1 tazza     | 276         |
| Latte scremato                                    | 1 tazza     | 299         |
| Latte di soia arricchito di calcio                | 1 tazza     | 299         |
| Yogurt bianco magro                               | 227 g       | 415         |
| Yogurt magro alla frutta                          | 227 g       | 344         |
| Yogurt gelato alla vaniglia (consistenza morbida) | 1/2 tazza   | 103         |
| Mozzarella di latte parzialmente scremato         | 43 g        | 333         |
| Panna acida, a basso contenuto di grassi          | 2 cucchiai  | 31          |
| Siero di latte                                    | 100 g       | 70 - 100    |
| Tofu secco prodotto con solfato di calcio         | 1/2 tazza   | 253         |
| Tofu morbido prodotto con solfato di calcio       | 1/2 tazza   | 138         |
| Frutta e verdura                                  |             |             |
| Banane                                            | 100 g       | 8           |
| Barbabietole                                      | 100 g       | 20          |
| Broccoli crudi                                    | 1/2 tazza   | 21          |
| Cavolo riccio fresco, cotto                       | 1 tazza     | 94          |
| Cime di rapa fresche, bollite                     | 1/2 tazza   | 99          |
| Crescione                                         | 100 g       | 150 - 200   |
| Dente di leone                                    | 100 g       | 150 - 200   |
| Fagioli borlotti, in scatola, scolati             | 1/2 tazza   | 54          |
| Fichi secchi                                      | 100 g       | 250         |
| Finocchio                                         | 100 g       | 100 - 150   |
| Mandorle, nocciole e amaranto                     | 100 g       | 200 - 250   |
| Mela intera (Golden Delicius)                     | 1           | 10          |
| Noci del Brasile                                  | 100 g       | 170         |
| Pak choi crudo, tagliato a striscioline           | 1 tazza     | 74          |
| Prezzemolo                                        | 100g        | 200 - 250   |
| Ortica                                            | 100 g       | 360         |
| Rafano                                            | 100 g       | 100 - 150   |
| Rucola                                            | 100 g       | 150 - 200   |
| Semi di canapa                                    | 100 g       | 144 - 954   |
| Semi di chia                                      | 1 cucchiaio | 94          |
| Semi di papavero                                  | 100 g       | 2.500       |
| Semi di sesamo                                    | 100 g       | 800         |
| Spinaci, bolliti e scolati                        | 1/2 tazza   | 123         |
| Soia, cotta                                       | 1/2 tazza   | 131         |
| Succo d'arancia arricchito di calcio              | 1 tazza     | 349         |
| Farine e loro prodotti                            |             |             |
| Cereali per la colazione arricchiti di calcio     | 1 porzione  | 130         |
| Farina d'avena e semi di girasole                 | 100 g       | 50          |
| Pane integrale                                    | 1 fetta     | 30          |
| Tortilla di mais                                  | 1           | 46          |
| Pesce                                             |             |             |
| Salmone in scatola con lisca                      | 85 g        | 181         |
| Sardine in scatola sott'olio con la lisca         | 85 g        | 325         |

### Importanza biologica
Negli organismi viventi, il calcio si trova sotto forma di sali minerali solidi e disciolto in soluzione, a differenza degli altri principali metalli alcalini e alcalino-terrosi (sodio, potassio e magnesio) in cui prevale la chimica delle soluzioni. Nell'esoscheletro e nei gusci, la rigidità è generalmente fornita dal carbonato di calcio, mentre nello scheletro dei vertebrati essa è fornita da una forma di fosfato di calcio che approssima l'idrossiapatite ed è incorporata nelle fibrille di collagene.
Il calcio è onnipresente nei sistemi viventi e ha un ruolo diversificato. Ad esempio i flussi di calcio sono importanti per molti processi in T. gondii, inclusi l'invasione, la motilità e la segnalazione intracellulare. T. gondii in particolare ha sviluppato acidocalcisomi e un vacuolo simile a quello delle piante, organelli specializzati per l'immagazzinamento del calcio.
Le piante richiedono calcio (1–3 mM) per la loro normale crescita e sviluppo. Gli ioni calcio, come quelli coinvolti nella segnalazione, nel metabolismo vegetale e nella crescita cellulare, contribuiscono a diversi processi biologici che influenzano tutte le fasi dello sviluppo. La morte cellulare è stata osservata nei meristemi apicali delle piante in condizioni di carenza di calcio.
Il calcio proveniente dagli alimenti e dagli integratori alimentari viene assorbito sia tramite trasporto attivo che tramite diffusione passiva attraverso la mucosa intestinale. Il trasporto attivo è responsabile della maggior parte dell'assorbimento quando l'assunzione di calcio è inferiore, mentre la diffusione passiva rappresenta una proporzione crescente dell'assorbimento di calcio con l'aumento dell'assunzione.
Considerando che uno dei fattori più importanti riguardanti la biodisponibilità del calcio è la sua solubilità e che il pH del tratto gastrointestinale cambia nel tempo e a seconda della regione, variando da molto acido nello stomaco a meno acido o quasi neutro nell'intestino, il pH ha un grande impatto sull'assorbimento di questo elemento.
L'eterogeneità della funzione del calcio è evidente nei neuroni e nelle cellule gliali del sistema nervoso dei vertebrati, dove molte cascate di segnalazione intracellulare sono regionalmente distinte e possono essere studiate isolatamente. Nella segnalazione eucariotica, i composti di coordinazione del calcio più noti sono i membri di oltre 120 famiglie di proteine EF-hand, che contengono una struttura elica-ansa-elica composta da 12 o 14 amminoacidi in grado di legare ioni calcio. Tra queste, la più conosciuta è la calmodulina. Dopo aver legato il calcio, la conformazione e la funzione delle proteine EF-hand cambiano, generando così un segnale attivato dal calcio.
I due principali meccanismi di efflusso di Ca2+ nel sistema nervoso sono le pompe e i trasportatori. Le prime, presenti in tutte le cellule, dipendono dall'idrolisi dell'ATP per pompare il calcio fuori dalla cellula. I secondi, solitamente limitati alle cellule eccitabili, si basano su uno scambio elettrogenico guidato da gradienti ionici.
Il calcio è il principale elemento costitutivo delle ossa e dei denti, inoltre è coinvolto nella contrazione muscolare, nella permeabilità della membrana cellulare e nella regolazione della coagulazione del sangue. Lo stato del calcio nel corpo umano è regolato dalla vitamina D, dall'ormone paratiroideo e dalla calcitonina.
Alla nascita, il corpo contiene circa 26 - 30 g di calcio. Questa quantità aumenta rapidamente dopo la nascita, raggiungendo circa 1.200 g nelle donne e 1.400 g negli uomini durante l'età adulta. Questi livelli rimangono costanti negli uomini, ma iniziano a diminuire nelle donne a causa dell'aumento del rimodellamento osseo dovuto alla diminuzione della produzione di estrogeni all'inizio della menopausa.
Un corpo umano medio (70 kg) contiene circa 1 kg, ovvero approssimativamente 25 mol, di calcio. Lo scheletro contiene circa il 99% del calcio corporeo, prevalentemente sotto forma di cristalli extracellulari di struttura sconosciuta e con una composizione simile all'idrossiapatite. I tessuti molli e i fluidi extracellulari contengono circa l'1% del calcio corporeo. Nel sangue, praticamente tutto il calcio è presente nel plasma.
Esiste una relazione inversa tra l'assunzione di calcio e l'assorbimento. L'assorbimento del calcio dagli alimenti è di circa il 45% con un'assunzione di 200 mg/giorno, ma solo il 15% quando l'assunzione supera i 2.000 mg/giorno. Anche l'età può influenzare l'assorbimento del calcio alimentare. L'assorbimento netto del calcio alimentare raggiunge il 60% nei neonati e nei bambini piccoli, che necessitano di quantità sostanziali per costruire le ossa, ma diminuisce a circa il 25% nell'età adulta e continua a calare con l'avanzare dell'età.
Circa il 50% del calcio presente in circolazione è libero (noto anche come calcio ionizzato). Il 40% del calcio sierico è legato alle proteine, in particolare all'albumina (80%) e, secondariamente, alle globuline (20%). Circa il 10% esiste sotto forma di vari piccoli anioni inorganici e organici diffondibili (es. bicarbonato, lattato, citrato). La frazione di calcio libero è biologicamente attiva.
Poiché il calcio si lega a siti con carica negativa sulle proteine, il suo legame dipende dal pH. L'alcalosi porta a un aumento della carica negativa delle proteine, aumentando il legame e diminuendo il calcio libero. Al contrario, l'acidosi porta a una diminuzione della carica negativa, riducendo il legame e aumentando il calcio libero.
In vitro, per ogni variazione di 0,1 unità di pH, si verifica una variazione inversa di circa 0,2 mg/dL (0,05 mmol/L) nella concentrazione di calcio libero nel siero. Il calcio può essere ridistribuito tra le tre riserve plasmatiche attraverso alterazioni delle concentrazioni di proteine e piccoli anioni, cambiamenti del pH o variazioni delle quantità di calcio libero e totale nel plasma.

### Patologie e interazioni con medicinali
Gli squilibri del calcio possono derivare da molte malattie o terapie che influenzano la secrezione di ormoni, le sensibilità dei recettori, l'assorbimento intestinale e l'efficacia renale. Il calcio può interagire con alcuni farmaci (es. Dolutegravir, Levotiroxina, Ciprofloxacina) e diversi tipi di medicinali potrebbero influenzarne i livelli (es. litio).
| Gruppo                     | mg/giorno |
| -------------------------- | --------- |
| Neonati (0 - 24 mesi)      | 700       |
| Bambini (2 - 9 anni)       | 600       |
| Adolescenti (10 - 17 anni) | 1.300     |
| Adulti                     | 1.000     |
| Donne in gravidanza        | 1.200     |
| Donne che allattano        | 1.300     |
| Donne in menopausa         | 1.300     |
| Anziani (> 65 anni)        | 300       |

## Caratteristiche atomiche
È il terzo elemento del gruppo 2 (metalli alcalino terrosi) del sistema periodico, collocato tra il magnesio e lo stronzio. Si trova nel quarto periodo e fa parte del blocco s. È disponibile lo spettro atomico dell'elemento.
| Configurazione elettronica | [Ar] 4s2         | [Ar] 4s2         |
| Stato fondamentale         | 1S0              | 1S0              |
| Stato a 20°C               | solido           | solido           |
| Stato di ossidazione       | +2, +1           | +2, +1           |
| Energia di ionizzazione    | 6,113 eV         | 6,113 eV         |
| Energia di ionizzazione    | 1°               | 589,83 kJ/mol    |
| Energia di ionizzazione    | 2°               | 1.145,447 kJ/mol |
| Energia di ionizzazione    | 3°               | 4.912,368 kJ/mol |
| Energia di ionizzazione    | 4°               | 6.490,57 kJ/mol  |
| Energia di ionizzazione    | 5°               | 8.153 kJ/mol     |
| Energia di ionizzazione    | 6°               | 10.495,68 kJ/mol |
| Energia di ionizzazione    | 7°               | 12.272,9 kJ/mol  |
| Energia di ionizzazione    | 8°               | 14.206,5 kJ/mol  |
| Affinità elettronica       | 2,369 kJ/mol     | -1,39 eV         |
| Elettronegatività          | scala di Pauling | 1                |
| Elettronegatività          | scala di Allen   | 1,034            |
| Raggio atomico             | 180 pm           | 180 pm           |
| Raggio ionico (Ca2+)       | 1,0 Å            | 1,0 Å            |
| Raggio di Van der Waals    | 231 pm           | 231 pm           |
| Raggio covalente           | 176(10) pm       | 176(10) pm       |

## Allotropi
Il calcio puro ha due allotropi: una forma cubica a facce centrate a bassa temperatura che si trasforma in una forma cubica a corpo centrato ad alta temperatura (443 °C).

## Metodi di preparazione
Il calcio si può ottenere mediante elettrolisi di cloruro di calcio fuso, riscaldato all'aria. Il metallo così ottenuto ha un grado di purezza del 98,5%. Per raffinarlo lo si sublima nel vuoto e lo si rifonde in atmosfera di argon, poiché a partire da 300 °C assorbe notevoli quantità di azoto. Dal processo si ottengono lingotti con una purezza del 99,3%. Per aumentare la purezza basta ripetere più volte la stessa operazione.
Il metallo viene inoltre prodotto sempre sotto vuoto riducendo la calce bruciata (ossido di calcio) con polvere di alluminio a 1.200 °C. Sebbene l'alluminio abbia una reattività ed entalpia inferiori rispetto al calcio, quindi l'equilibrio della reazione sia quasi interamente spostato a sinistra, funziona perché il calcio risultante evapora costantemente a questa temperatura e quindi scompare dall'equilibrio:
{\displaystyle {\ce {4CaO + 2Al ->[1200 C] CaAl2O4 + 3Ca ^}}}
La purificazione viene effettuata per distillazione del calcio.

## Caratteristiche chimico-fisiche
Il calcio è un metallo bianco-argenteo, morbido, che si ossida rapidamente a contatto con l'aria. Il calcio è più morbido del piombo, ma non può essere tagliato con un coltello.
| Stato in condizioni standard   | solido                  |
| Struttura cristallina          | cubica a facce centrate |
| Densità in condizioni standard | 1,54 g/cm3              |
| Massa monoisotopica            | 39,962591 u             |
| Gravità specifica              | 1,55 a 20 °C            |
| Stati di ossidazione           | +2, +1, 0               |

| N. di elettroni di valenza           | 2           |
| Affinità elettronica                 | −0,02455 eV |
| Elettronegatività (scala di Pauling) | 1,00        |

| Calore specifico                 | 647 J/kg K   |
| Punto di fusione                 | 837 - 841 °C |
| Punto di ebollizione             | 1.484 °C     |
| Calore latente di fusione        | 8,54 kJ/mol  |
| Calore latente di vaporizzazione | 153,3 kJ/mol |

| Pressione di vapore | 2,36 x 10−5 Pa a 600K |
| Pressione di vapore | 0,146 Pa a 800K       |
| Pressione di vapore | 25,5 Pa a 1000K       |

| Modulo di compressibilità   | 17,2 GPa |
| Classificazione Goldshcmith | litofilo |

| Conducibilità termica | 200 W/m K |
| Resistività elettrica | 33,6 nΩ·m |

## Caratteristiche chimiche
Forma sali inorganici incolori che sono solitamente solubili in acqua, con l'eccezione di CaSO4, CaCO3 e Ca3(PO4)2. La solubilità dei complessi di calcio può essere molto diversa dalle solubilità dei sali inorganici ed è altamente dipendente dal pH.
Il calcio si decompone in acqua, alcoli e acidi liberando H2. L'elemento è incompatibile con acidi, basi, idrocarburi clorinati, ossidanti e litio fuso. Reagisce facilmente con l'ossigeno e gli alogeni, inclusi fluoro, cloro, bromo e iodio. Il calcio in soluzione ha una particolare affinità per i ligandi contenenti ossigeno, come i gruppi carbossilici e fosfati. Se esposto all'aria, si riveste di uno strato bianco di nitruro di calcio.
Nella forma ionica si comporta come un acido debole di Lewis. All'interno del suo gruppo, la chimica dello ione Ca2+ ha una stretta somiglianza con quella dello ione stronzio più grande (Sr2+), ma differisce notevolmente da quella dello ione magnesio più piccolo (Mg2+), che è un migliore acido di Lewis.

### Metodi di determinazione

#### Saggio alla fiamma
Nel saggio alla fiamma, il calcio brucia con fiamma giallo-arancione.

#### Titolazioni
La determinazione dello ione calcio nelle acque è essenziale per la definizione del giudizio globale sulla loro utilizzazione come acqua potabile ed è utilizzata per le acque sorgive, di falda, di fiume, di lago ed acque da destinare al consumo umano dopo adeguati trattamenti.
La procedura consiste nella titolazione complessometrica degli ioni calcio mediante una soluzione acquosa del sale disodico dell’acido etilendiamminotetracetico  (EDTA ) a valori di pH fortemente alcalini (pH = 12 - 13). Il punto equivalente nella titolazione viene rilevato mediante l’utilizzo di HSN noto come acido carboncalconico che forma, in presenza di ioni calcio, un complesso rosso che vira al blu al punto di equivalenza. Nelle condizioni di pH adottate per la titolazione dello ione calcio, gli ioni magnesio precipitano sotto forma di idrossido di magnesio che pertanto non interferiscono nella determinazione.
Calcio, stronzio e bario vengono rilevati con acido solforico o soluzione di solfato di ammonio. Questa reazione produce precipitati bianchi insolubili in acido.

#### Metodi strumentali
Gli isotopi stabili del calcio sono stati inizialmente analizzati mediante analisi radiochimica di attivazione neutronica, ma le tecniche di spettrometria di massa sono progressivamente diventate il metodo preferito grazie alla loro maggiore precisione. In questo campo, sono state utilizzate tecniche come la spettrometria di massa a bombardamento con atomi veloci e la spettrometria di massa a ionizzazione termica, ma attualmente la tecnica più impiegata è la spettrometria di massa con plasma accoppiato induttivamente (ICP-MS).

#### Determinazioni biochimiche
Il calcio sierico può essere misurato tramite un campione venoso, con livelli fisiologici che variano da 8,8 mg/dL a 10,4 mg/dL per il calcio totale e da 4,7 mg/dL a 5,2 mg/dL per il calcio ionizzato. I valori totali di calcio devono essere corretti in base alle concentrazioni di albumina, che funge da proteina di trasporto e può influenzare i risultati riportati. Il calcio può anche essere analizzato nelle urine mediante la concentrazione di calcio, il rapporto calcio/creatinina urinario (UCa:UCr) o l'escrezione frazionaria di calcio (FeCa).
Il calcio totale può essere misurato utilizzando il metodo potenziometrico con elettrodo iono-selettivo (ISE). Il campione deve essere pre-acidificato per rilasciare tutto il calcio legato e complessato in forma libera. Tuttavia, il calcio totale è comunemente misurato con metodi spettrofotometrici, come il metodo con o-cresolftaleina complexone, il metodo Arsenazo III, la spettrometria di assorbimento atomico o, raramente, la spettrometria di massa con diluizione isotopica (ID-MS). Il calcio ionizzato può essere misurato nel sangue intero utilizzando il metodo potenziometrico con elettrodo iono-selettivo (ISE).

#### Test della densità minerale ossea
Il test della densità minerale ossea mediante osteodensimetria a raggi X duale può essere utilizzato per valutare lo stato cumulativo del calcio nelle ossa durante la vita.

### Composti
La sua reattività fa sì che il calcio esista sotto forma di composti minerali comuni, tra cui carbonati (es. calcare, marmo e gesso), solfati (es. gesso e alabastro), fluoruri (es. fluorite), fosfati e silicati.
- Acetato di calcio
- Acido alginico
- Alginato di calcio
- Bicarbonato di calcio
- Bisglicinato di calcio
- Boroidruro di calcio
- Carbonato di calcio
- Carburo di calcio
- Cianammide di calcio
- Citrato di calcio
- Citrato malato di calcio
- Cloruro di calcio
- Diidrogenofosfato di calcio
- Fitato di calcio
- Folinato di calcio
- Formiato di calcio
- Fosfato di calcio
- Fluoruro di calcio
- Glicerofosfato di calcio
- Gluconato di calcio
- Glucoeptonato di calcio
- Idrogenofosfato di calcio
- Idrossido di calcio
- Idruro di calcio
- Iodato di calcio
- Ioduro di calcio
- Ipoclorito di calcio
- Lattato di calcio
- Lattogluconato di calcio
- Metasilicato di calcio
- Nitrato di calcio
- Nitruro di calcio
- Ossalato di calcio
- Ossido di calcio
- Ossido di calcio manganese
- Pantotenato di calcio
- Perclorato di calcio
- Perossido di calcio
- Propionato di calcio
- Selenito di calcio
- Silicato di calcio
- Siliciuro di calcio
- Sorbato di calcio
- Solfato di calcio
- Solfuro di calcio
- Tellurito di calcio
- Tioglicolato di calcio

### Precauzioni
A contatto con l'acqua rilascia gas infiammabili. Provoca gravi ustioni cutanee e gravi lesioni oculari. Contatti cutanei ripetuti o prolungati possono provocare dermatiti.
|      | Livello soglia | Obiettivo di protezione, via di esposizione | Tempo d'esposizione      |
| ---- | -------------- | ------------------------------------------- | ------------------------ |
| DNEL | 1 mg/m³        | umana, per inalazione                       | cronico - effetti locali |
| DNEL | 4 mg/m³        | umana, per inalazione                       | acuto - effetti locali   |

## Applicazioni

### Industria metallurgica
Il calcio viene usato nella produzione di leghe per:
- eliminare il bismuto dal piombo,
- ridurre le liquefazioni nella fabbricazione dei bronzi al piombo,
- ridurre l'alterazione del magnesio durante la fusione e la messa in opera,
- come additivo legante in alluminio, berillio, rame, piombo e leghe di magnesio;

Il calcio metallico è anche utilizzato:
- come agente riducente per la produzione di metalli come torio, vanadio, zirconio, ittrio e altri metalli delle terre rare;
- come agente riducente nella produzione di acciaio e alluminio;
- come materiale di partenza per la produzione di idruro di calcio;
- nella preparazione dei metalli refrattari (es. torio, uranio) mediante la riduzione dei loro ossidi.

### Integratori alimentari
Il calcio è disponibile in molti integratori alimentari, inclusi i multivitaminici/prodotti minerali e gli integratori che contengono solo calcio o calcio insieme alla vitamina D. Le due forme di calcio più comuni negli integratori sono il carbonato di calcio e il citrato di calcio. Il carbonato di calcio in cristalli di forma romboedrale risulta particolarmente assimilabile dall'organismo e trovandosi in tale forma nei coralli, viene estratto dalle industrie per la produzione di integratori alimentari normalmente da giacimenti corallini di origine fossile.
Nelle persone con bassi livelli di acido gastrico, il tasso di solubilità del carbonato di calcio è inferiore, il che potrebbe ridurre l'assorbimento del calcio dagli integratori, a meno che non siano assunti durante un pasto. Il citrato di calcio dipende meno dall'acido gastrico per l'assorbimento rispetto al carbonato di calcio, quindi può essere assunto senza cibo. In generale, tuttavia, l'assorbimento degli integratori di calcio è maggiore quando vengono assunti con il cibo, indipendentemente dal fatto che l'acido gastrico dell'utente sia basso. Altre forme di calcio negli integratori includono solfato di calcio, ascorbato, idrossiapatite microcristallina, gluconato, lattato e fosfato.

### Medicina
Grazie alla sua capacità di neutralizzare l'acido gastrico, il carbonato di calcio è contenuto in alcuni prodotti antiacido da banco. A seconda della sua concentrazione, ogni compressa masticabile o gomma morbida fornisce circa 270–400 mg di calcio. Sotto forma di gel di gluconato di calcio viene impiegato nel trattamento delle ustioni da acido fluoridrico.

### Applicazioni degli isotopi
- i vari isotopi del calcio e le loro abbondanze relative(rapporti isotopici) hanno rilevanza in cosmochimica,[103][104] e geochimica;[105]
- il 41Ca è stato attentamente studiato in astrofisica, perché decade in 41K, un importante indicatore di anomalie del sistema solare;
- il 42Ca e il 44Ca vengono impiegati come marcatori non radioattivi per studi sul suo metabolismo animale e umano;[106][107]
- il 43Ca, essendo dotato di spin, può essere adoperato per la risonanza magnetica nucleare del calcio e ci sono applicazioni della tecnica allo stato solido per composti di calcio;[108]
- il 46Ca e il 48Ca sono entrambi utilizzati in determinazioni dell'assorbimento del calcio a livello intestinale mediante attivazione neutronica;[109]
- il 48Ca, per l'eccesso di neutroni e per la sua stabilità, viene utilizzato in acceleratori di particelle come proiettile in reazioni di fusione nucleare allo scopo principale di ottenere nuclei molto pesanti, dato che questi hanno sempre un notevole eccesso di neutroni per essere stabili o, al più, meno instabili.[110]

### Altri usi del calcio
- data la sua capacità di assorbire selettivamente, oltre all'azoto, altri gas, fa si che venga utilizzato per creare vuoti elevatissimi, specialmente nelle lampade termoioniche per la purificazione dei gas rari;[86]
- nei concimi[111] e fertilizzanti;[112]
- negli igrometri a carburo di calcio per misurare la quantità d'acqua contenuta nella muratura;[113]
- nei nanomateriali;[114]
- nell'active packaging;[115]
- additivi per i mangimi animali;[116]
- negli additivi alimentari (es. E203);[117]
- come abrasivo nelle gomme per cancellare;[118]
- nell'edilizia (es. gesso, scagliola);[119]
- sotto forma di carbonato di calcio a grana, come riempitivo di carta di alta qualità senza legno,[59]
- sotto forma di carburo di calcio, come materia prima per le sintesi chimiche[59]
- in passato, sotto forma di carburo di calcio, nella produzione di acetilene;[120]
- sotto forma di ossido di calcio, per il trattamento della zirconia;[121]
- sotto forma di silicato di calcio, come solvente per le pitture e le vernici;[122]
- sotto forma di cloruro di calcio viene utilizzato per la reticolazione dell'alginato di sodio nella creazione di fibre di idrogel.[123]

## Curiosità
La Grande Piramide di Giza in Egitto ha una copertura esterna composta interamente da calcare. Nel I secolo, i Romani preparavano il cemento mescolando la calce con rocce vulcaniche. Nel X secolo, il materiale allora noto come gesso di Parigi o gesso veniva utilizzato per immobilizzare le ossa rotte.